# 2e Critics Choice Super Awards
De 2e Critics Choice Super Awards vonden plaats op 17 maart 2022. Er werden prijzen uitgereikt in verschillende categorieën voor genrefilms en -series uit het jaar 2021. De genomineerden werden op 22 februari bekendgemaakt.

## Film - winnaars en genomineerden
De winnaars staan bovenaan in vet lettertype.

### Beste actiefilm
- No Time to Die
  - Gunpowder Milkshake
  - The Harder They Fall
  - The Last Duel
  - Nobody
  - Wrath of Man

### Beste acteur in een actiefilm
- Daniel Craig - No Time to Die
  - Dwayne Johnson - Jungle Cruise
  - Jonathan Majors - The Harder They Fall
  - Mads Mikkelsen - Riders of Justice
  - Liam Neeson - The Ice Road
  - Bob Odenkirk - Nobody

### Beste actrice in een actiefilm
- Jodie Comer - The Last Duel
  - Ana de Armas - No Time to Die
  - Karen Gillan - Gunpowder Milkshake
  - Regina King - The Harder They Fall
  - Lashana Lynch - No Time to Die
  - Maggie Q - The Protégé

### Beste superheldenfilm
- Spider-Man: No Way Home
  - Black Widow
  - Eternals
  - Shang-Chi and the Legend of the Ten Rings
  - The Suicide Squad
  - Zack Snyder's Justice League

### Beste acteur in een superheldenfilm
- Andrew Garfield - Spider-Man: No Way Home
  - John Cena - The Suicide Squad
  - Idris Elba - The Suicide Squad
  - Tom Holland - Spider-Man: No Way Home
  - Tony Leung - Shang-Chi and the Legend of the Ten Rings
  - Simu Liu - Shang-Chi and the Legend of the Ten Rings

### Beste actrice in een superheldenfilm
- Florence Pugh - Black Widow
  - Gal Gadot - Zack Snyder's Justice League
  - Scarlett Johansson - Black Widow
  - Margot Robbie - The Suicide Squad
  - Michelle Yeoh - Shang-Chi and the Legend of the Ten Rings
  - Zendaya - Spider-Man: No Way Home

### Beste horrorfilm
- A Quiet Place Part II
  - Candyman
  - Last Night in Soho
  - Malignant
  - The Night House
  - Titane

### Beste acteur in een horrorfilm
- Yahya Abdul-Mateen II - Candyman
  - Nicolas Cage - Willy's Wonderland
  - Dave Davis - The Vigil
  - Vincent Lindon - Titane
  - Cillian Murphy - A Quiet Place Part II
  - Sam Richardson - Werewolves Within

### Beste actrice in een horrorfilm
- Agathe Rousselle - Titane
  - Barbara Crampton - Jakob's Wife
  - Rebecca Hall - The Night House
  - Anya Taylor-Joy - Last Night in Soho
  - Thomasin McKenzie - Last Night in Soho
  - Millicent Simmonds - A Quiet Place Part II

### Beste sciencefiction / fantasyfilm
- Dune
  - Don't Look Up
  - Free Guy
  - The Green Knight
  - The Mitchells vs. the Machines
  - Swan Song

### Beste acteur in een sciencefiction / fantasyfilm
- Dev Patel - The Green Knight
  - Mahershala Ali - Swan Song
  - Timothée Chalamet - Dune
  - Leonardo DiCaprio - Don't Look Up
  - Tom Hanks - Finch
  - Ryan Reynolds - Free Guy

### Beste actrice in een sciencefiction / fantasyfilm
- Rebecca Ferguson - Dune
  - Cate Blanchett - Don't Look Up
  - Jodie Comer - Free Guy
  - Mckenna Grace - Ghostbusters: Afterlife
  - Jennifer Lawrence - Don't Look Up
  - Alicia Vikander - The Green Knight

### Beste schurk in een film
- Willem Dafoe - Spider-Man: No Way Home
  - Ben Affleck - The Last Duel
  - Idris Elba - The Harder They Fall
  - Tony Leung - Shang-Chi and the Legend of the Ten Rings
  - Marina Mazepa (uitvoerder) & Ray Chase (stem) - Malignant
  - Tony Todd - Candyman

## Televisie - winnaars en genomineerden
De winnaars staan bovenaan in vet lettertype.

### Beste actieserie
- Squid Game
  - 9-1-1
  - Cobra Kai
  - Heels
  - Kung Fu
  - Lupin

### Beste acteur in een actieserie
- Lee Jung-jae - Squid Game
  - Mike Faist - Panic
  - Alexander Ludwig - Heels
  - Ralph Macchio - Cobra Kai
  - Omar Sy - Lupin
  - William Zabka - Cobra Kai

### Beste actrice in een actieserie
- HoYeon Jung - Squid Game
  - Angela Bassett - 9-1-1
  - Kim Joo-ryoung - Squid Game
  - Queen Latifah - The Equalizer
  - Olivia Liang - Kung Fu
  - Mary McCormack - Heels

### Beste superheldenserie
- WandaVision
  - Doom Patrol
  - Hawkeye
  - Loki
  - Lucifer
  - Superman & Lois

### Beste acteur in een superheldenserie
- Tom Hiddleston - Loki
  - Paul Bettany - WandaVision
  - Tom Ellis - Lucifer
  - Brendan Fraser - Doom Patrol
  - Tyler Hoechlin - Superman & Lois
  - Anthony Mackie - The Falcon and the Winter Soldier

### Beste actrice in een superheldenserie
- Elizabeth Olsen - WandaVision
  - Sophia Di Martino - Loki
  - Kathryn Hahn - WandaVision
  - Javicia Leslie - Batwoman
  - Gugu Mbatha-Raw - Loki
  - Hailee Steinfeld - Hawkeye

### Beste horrorserie
- Yellowjackets
  - Chucky
  - Dr. Death
  - Evil
  - Midnight Mass
  - Servant

### Beste acteur in een horrorserie
- Hamish Linklater - Midnight Mass
  - Adrien Brody - Chapelwaite
  - Mike Colter - Evil
  - Zach Gilford - Midnight Mass
  - Rupert Grint - Servant
  - Aasif Mandvi - Evil

### Beste actrice in een horrorserie
- Melanie Lynskey - Yellowjackets
  - Lauren Ambrose - Servant
  - Katja Herbers - Evil
  - Christine Lahti - Evil
  - Kate Siegel - Midnight Mass
  - Samantha Sloyan - Midnight Mass

### Beste sciencefiction / fantasyserie
- Station Eleven
  - Foundation
  - Resident Alien
  - Snowpiercer
  - Star Trek: Discovery
  - The Witcher

### Beste acteur in een sciencefiction / fantasyserie
- Daveed Diggs - Snowpiercer
  - Henry Cavill - The Witcher
  - Matthew Goode - A Discovery of Witches
  - Jared Harris - Foundation
  - Lee Pace - Foundation
  - Alan Tudyk - Resident Alien

### Beste actrice in een sciencefiction / fantasyserie
- Mackenzie Davis - Station Eleven
  - Laura Donnelly - The Nevers
  - Sonequa Martin-Green - Star Trek: Discovery
  - Teresa Palmer - A Discovery of Witches
  - Jodie Whittaker - Doctor Who
  - Alison Wright - Snowpiercer

### Beste schurk in een serie
- Kathryn Hahn - WandaVision
  - Vincent D'Onofrio - Hawkeye
  - Michael Emerson - Evil
  - Joshua Jackson - Dr. Death
  - Jonathan Majors - Loki
  - Samantha Sloyan - Midnight Mass